# Charles Dunbar
Charles Franklin Dunbar (Abington, 28 de julio de 1830-Cambridge, 29 de enero de 1900) fue un economista estadounidense. Ocupó la primera cátedra de Economía Política en la Universidad de Harvard en 1871.

## Biografía
Nació en Abington, Massachusetts, el 28 de julio de 1830. Se graduó en la Universidad de Harvard en 1851. De 1885 a 1898 se desempeñó como administrador y más tarde como presidente de la junta directiva de la Academia Phillips Exeter.
Se casó con Julia Ruggles Copeland el 30 de noviembre de 1853. Falleció el 29 de noviembre de 1899.
El falleció en su casa de Cambridge el 29 de enero de 1900. 
Dunbar Hall, un dormitorio en el campus de esa escuela, recibió su nombre en 1901, al igual que su reemplazo después de que el primero fuera destruido por un incendio en 1907.

## Publicaciones
- Economic Essays. New York: Macmillan. 1904.
- The Theory And History Of Banking (3 edición). New York & London: G.P. Putnam's Sons. 1917.